# 伍德伯里海茨 (新澤西州)
伍德伯里海茨（英語：Woodbury Heights）是位於美國新澤西州格洛斯特縣的自治市鎮。

## 人口
根據2020年美國人口普查的數據，伍德伯里海茨的面積為3.24平方千米，當中陸地面積為3.23平方千米，而水域面積為0.01平方千米。當地共有人口3098人，而人口密度為每平方千米956人。